# 파파인
파파인(영어: papain) (EC 3.4.22.2)은 파파야(Carica papaya)와 산파파야(Vasconcellea cundinamarcensis)에 존재하는 시스테인 프로테에이스이다. 파파인 유사 프로테에이스 계열의 이름을 딴 구성원이다.
그리고 파파인은 파피야에 가집에서 얻는다

## 같이 보기
- 가수분해효
- 프로테에이스